# 林繁缕
林繁缕（学名：Stellaria bungeana var. stubendorfii）为石竹科繁缕属下的一个变种。